# William Byron, 5. Baron Byron

Wappen des Baron Byron

William Byron, 5. Baron Byron (* 5. November 1722; † 19. Mai 1798) war ein britischer Peer und Politiker.

## Leben
Byron war der älteste überlebende Sohn des William Byron, 4. Baron Byron, aus dessen dritter Ehe mit Hon. Frances Berkeley, Tochter des William Berkeley, 4. Baron Berkeley of Stratton. Er war noch minderjährig, als er 1736, beim Tod seines Vaters, dessen Adelstitel als 5. Baron Byron erbte. Im Alter von vierzehn Jahren trat er als Midshipman in der Royal Navy ein und diente vier Jahre später als Lieutenant auf dem Linienschiff Victory. Nachdem er 1743 volljährig wurde, nahm er den mit seinem Adelstitel verbundenen Sitz im House of Lords ein.
Von 1747 bis 1752 hatte er das Amt des Großmeisters der Premier Grand Lodge of England und von 1763 bis 1765 das königliche Hofamt des Master of the Staghounds inne.
Im Januar 1765 tötete er in einem Duell seinen Verwandten William Chaworth (um 1726–1765), Gutsherr von Annesley in Nottinghamshire. Er wurde daraufhin im Tower of London inhaftiert und im April 1765 wurde er vor dem House of Lords des Totschlags schuldig gesprochen. Aufgrund seiner Privilegien als Peer erreichte er jedoch, gegen eine Geldstrafe freigelassen zu werden.
Im März 1747 hatte er Elizabeth Shaw († 1788), Tochter des Charles Shaw, Gutsherr von Besthorpe Hall in Norfolk, geheiratet. Mit ihr hatte er vier Kinder:
- William Byron (1748–1749);
- Hon. William Byron (1749–1776), MP, ⚭ Juliana Elizabeth Byron († 1788), Tochter des Admirals Hon. John Byron;
- Hon. Henrietta Diana Byron († vor 1798);
- Hon. Caroline Byron († vor 1798).

Da er alle seine Kinder und auch seinen einzigen und kinderlosen Enkel William Byron (1772–⚔ 1794), Sohn seines gleichnamigen zweiten Sohnes, überlebte, fiel sein Adelstitel bei seinem Tod, 1798, an seinen damals noch minderjährigen Großneffen George Gordon Byron, der später als Dichter große Bekanntheit erlangte.